# 萱野長知

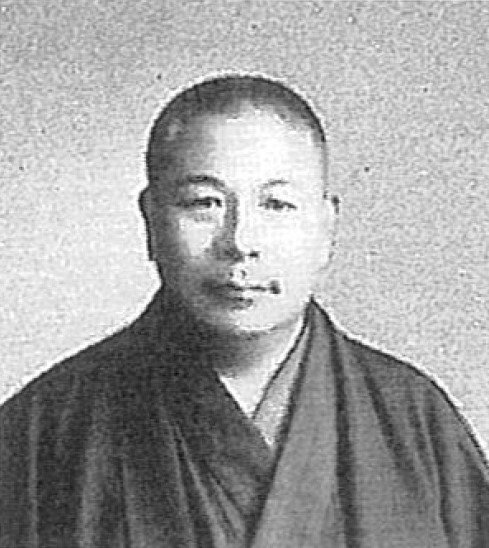
萱野長知

萱野 長知（かやの ながとも、1873年（明治6年）10月12日 - 1947年（昭和22年）4月14日 ）は、日本の政治運動家・民間外交家で大陸浪人・アジア主義者の代表的人物のひとり。高知県出身。玄洋社社員。別名・鳳梨、無膓庵、微笑。

## 経歴
高知県土佐郡高知北門筋（現高知市永国寺町）で、萱野新作、糸の長男として生まれた。海南学校（現高知県立高知小津高等学校）、高知共立学校で学んだがいずれも中退。自由民権運動に傾倒する。1889年（明治22年）母方の従兄・深尾重亮が経営する大阪時事通信社の社員となる。1892年（明治25年）東京日日新聞に転じ上海通信員となり、佐世保時事新聞の経営も担った。中国語を学び、広東・香港でも新聞通信員を務めた。1904年（明治37年）日露戦争では陸軍通訳として満洲を転戦、満洲義軍にも参加していた。
辛亥革命中の孫文と知り合う。1906年（明治39年）、宮崎滔天、平山周、和田三郎（高知共立学校時代の同級生）らと革命評論社を設立し、『革命評論』を創刊して、孫文らの辛亥革命をアジア主義者の立場から支援する。1907年（明治40年）3月、孫文から革命軍の東軍顧問に任ぜられ、神戸から武器密輸を計画したが失敗した。1913年（大正2年）孫文の日本亡命について犬養毅に政界工作を依頼して実現に貢献し東京市の潜伏先を手配した。
1915年（大正4年）3月、第12回衆議院議員総選挙（高知県高知市、無所属、孫文・板垣退助・頭山満・犬養毅推薦）で落選し、1917年（大正6年）4月、第13回総選挙（東京府東京市、大町桂月応援）でも落選した。また、善隣倶楽部代表取締役に就任し、有楽町に中華料理店・陶陶亭を経営し日中友好に資した。
1925年の孫文の臨終に立ち会った日本人の一人である。
満洲事変解決のために犬養毅の命を受け、蔣介石との停戦和平交渉に出向くが松井石根陸軍中将（当時）、外務官僚重光葵、書記官長森恪の妨害により、失敗した。
1946年（昭和21年）9月18日、貴族院議員に勅選され、交友倶楽部に所属し死去するまで在任した。1946年10月に交通事故に遭い、その打撲傷の悪化で死去した。